# Сиротин, Василий Иванович
Василий Иванович Сиротин (5 апреля 1830, Грязовец — не ранее 1885) — русский поэт. Самое известное его стихотворение, дошедшее до нынешнего времени, — «Улица, улица, ты, брат, пьяна».

## Биография
Отец — пономарь Рождественской Студенецкой церкви Грязовецкого уезда. В 1835 году семья переехала в Вологду.
В 1840 году Василий поступил в Вологодское духовное училище, через четыре года успешно его закончил и был принят в Вологодскую духовную семинарию, в которой также учились историк и лингвист, будущий академик Павел Иванович Савваитов (1815—1895) и поэт Василий Иванович Красов (1810—1855). К этому же времени относится его первое увлечение поэзией и начало поэтической деятельности. Всю дальнейшую жизнь именно стихи станут его отдушиной среди церковно-чиновничьего окружения, он высмеивал духовенство, чиновников-бюрократов, обывателей и стал беспощадным критиком российской провинциальности.
Завершив учёбу в семинарии в 1850 году, не сразу получил должность священнослужителя. Это было обычным явлением: церковные приходы освобождались не так уж часто. Последующие пять лет он учил детей, в поисках заработка кочевал с места на место, испытывая материальную нужду и нравственные страдания. … В 1855 году Сиротин был назначен младшим священником в Керчемскую Иоанно-Предтеченскую церковь Усть-Сысольского уезда. … К месту службы он приехал с женой, свадьба состоялась в Вологде ещё до его рукоположения в сан (более подробной информации о его жене на сегодняшний день не имеется).
Но очень скоро случается страшное горе — любимая жена умерла. После смерти жены Сиротин впал в сильный запой. Как результат — отстранён от должности, после нескольких переводов с одного места на другое оказался в захолустье, далеко от культурных центров — в Спасо-Каменном монастыре, Спасо-Преображенской Белавинской пустыни на Каменном острове Кубенского озера. «Спасо-Каменный — труднейший монастырь по условиям жизни. Зимой метели заметают все дороги, ведущие в монастырь. Весной, в половодье ледяные горы окружают остров, отрезают его на некоторое время от мира. Летом случаются туманы, наводнения и бури. Во время весеннего ледохода льдами проламывает крыши зданий, разрушает хозяйственные постройки. Талые воды размывают берега, унося грунт в озеро. По этой причине ежегодно приходилось ремонтировать здания и укреплять сваями и камнями берега. Кроме того, все необходимое для жизни монахов нужно было завозить с материка» — так описывает это место Электронная краеведческая библиотека.
Только после обращения к великому князю Константину Николаевичу, ведавшему Российским флотом, от 20 февраля 1860 года с просьбой стать морским священником ему позволено вернуться в Вологду и отправлять службы в одной из городских церквей. В просьбе о морском священничестве было отказано. Однако вскоре его направляют священником на его родину в Грязовецкий уезд. Он не смог прижиться и там. После конфликта с монахами, кончившегося избиением, в 1865 году по личной просьбе уволен из духовного звания. В прошении, поданном 9 июля 1864 года, это своё решение он обосновал двумя причинами: «недеятельностью и праздностью монастырской жизни» и запрещением священникам второй раз вступать в брак.
После этого Василий Сиротин устроился чиновником в вологодской канцелярии, но не ужился и там: написал сатирический акафист своему начальнику и сослуживцам, после чего был уволен. К этому же времени (60-е годы XIX века в Вологде) относится написание им сатирической поэмы «Долгоносые». Этот остро сатирический памфлет произвёл должную сенсацию в Вологде, особенно в среде молодёжи. Поэму переписывали от руки, она ходила «самиздатом», тайно передаваемым друг другу. Многие его стихи ещё раньше именно так, переписанными от руки, и становились известны. Приобрела популярность также «самиздатовская» сатирическая поэма «Ада». Только уже в Вологде, сняв сан священника, он посылает свои произведения в журналы.
Ходили слухи, будто Сиротин пустился в странствия по Северу, будто бы даже на каком-то русском корабле побывал в Америке. Есть предположение, что «свою бурную жизненную путину» поэт закончил в 1880-е годы в Казани.
Последние сведения о нём относятся к 1881—1885 годам: Василия Сиротина видели на одной из улиц Казани, сильно постаревшим и по внешнему виду было заметно, что «поэту-чиновнику жилось нелегко».
Основная часть из творчества Василия Ивановича Сиротина невосполнимо утрачена. Многое известно только по названиям. Удалось выявить лишь несколько прижизненных публикаций, три из них появились в газете «Воскресный досуг», выходившей в Санкт-Петербурге: стихи «Летний вечер», «Ливанские кедры», «Питейный».
«До наших дней дошли лишь осколки его творчества. Многое восстанавливалось современниками по памяти, было опубликовано в отрывках, в прозаических пересказах, как, например, его поэма „На докладе у Сатаны“, известная своим язвительным обличительным для „городского высшего света“ характером. Стихи Сиротина ходили в списках, будоража общество и делая его опасным в глазах начальства», — повествует сайт Выдающиеся земляки-грязовчане.

## Произведения
Поэмы:
- Ада
- «Исповедь».
- Долгоносые
- На приёме у Сатаны (вариант: «На докладе у Сатаны»[3])

Стихи:
- «Вечер у Баданина»
- «Вологодский карнавал»
- «Друзья, свобода наша пала»
- «Колокольчики звонят»
- «Летний вечер»
- «Ливанские кедры» (См. стихотворения «Ливанские кедры» и «Летний вечер» или среди прочего)
- «Питейный»
- «Улица»

### История стихотворения «Улица»
Стихотворение впервые было опубликовано в 1859 году в журнале «Арлекин» с пометкой — «перевод с немецкого» (оригинал носит название «Grad aus dem Wirtshaus», его автор — прусский юрист и государственный деятель Генрих фон Мюлер, 1813—1874); затем, через много лет, в 1904 г. было включено в сборник песен, вышедший в издательстве Сойкина, под названием «Песня пьяного студента». В обоих случаях автор слов указан не был, а в 1863 г. его положил на музыку композитор и пианист А. И. Дюбюк. Этот романс стал одним из популярных в России и не утерял популярности до наших дней. Известен в исполнении многих знаменитых певцов. Среди исполнителей: Федор Шаляпин, Борис Медведев, Илья Гецов, Павел Бабаков, трио «Вертоградъ». Точный авторский текст не сохранился, но благодаря популярности песни дошёл в нескольких различных редакциях и даже с разными названиями: (см. «Вечерняя песня», [music.lib.ru/r/romansera/alb0.shtml Улица, улица ты брат пьяна], Слушать в исполнении Павла Бабакова «Улица, улица», Слушать в исполнении Андрея Тернова «Улица, улица, ты, брат, пьяна!», «УЛИЦА, УЛИЦА» (с нотами) (недоступная ссылка), Улица, Улица, «УЛИЦА, УЛИЦА» (недоступная ссылка)). Долгое время автор стихов считался неизвестным. Его имя установил литературовед В. С. Железняк (Белецкий) в своей книге «Повесть о Василии Сиротине».
Вариант стихотворения:
Раз возвращаюсь домой я к себе,
Улица странною кажется мне.
Левая, правая где сторона?
Улица, улица, ты, брат, пьяна.
И фонари так неясно горят,
Смирно на месте никак не стоят.
Так и мелькают туда и сюда.
Эх, да вы пьяные все, господа.
Левая, правая где сторона?
Улица, улица, ты, брат, пьяна.
Ты что за рожи там, месяц кривишь,
Глазки прищурил, так странно глядишь,
Лишний стаканчик хватил, брат, вина;
Стыдно тебе, ведь уж ты старина.
Левая, правая где сторона?
Улица, улица, ты, брат, пьяна.
С вами ль тягаться, собой рисковать?
Лучше к цыганкам вернуться опять.
Левая, правая где сторона?
Улица, улица, ты, брат, пьяна.